# Modell der produktiven Realitätsverarbeitung
Das Modell der produktiven Realitätsverarbeitung (abgekürzt MpR) ist ein Erkenntnis leitendes Modell für die Erklärung der Persönlichkeitsentwicklung eines Menschen. Das Modell wurde von Klaus Hurrelmann zum ersten Mal in einem Beitrag im Fachorgan Zeitschrift für Sozialisationsforschung und Erziehungssoziologie (ZSE) im Jahr 1983 vorgestellt. Anschließend hat Hurrelmann das Modell ausführlich in seinem 1986 erschienenen Buch Einführung in die Sozialisationstheorie erörtert.

## Entstehung und Grundlagen
Im Fachbeitrag von 1983 kritisiert Hurrelmann die damals vorherrschende Perspektive in der Sozialisationsforschung mit ihrer „linearen einfaktoriellen Determination der Persönlichkeitsentwicklung, die von einer passiv-hinnehmenden Prägung des Individuums entweder durch gesellschaftstrukturelle oder durch psychophysische Faktoren“ ausgehe. Er plädierte für einen einschneidenden Paradigmenwechsel, der die Persönlichkeitsentwicklung eines Menschen als einen lebenslangen, aktiven und dynamischen Prozess der Auseinandersetzung mit der inneren und der äußeren Realität von sozialer und physischer Umwelt versteht. Er setzte sich dafür ein, die verschiedenen theoretischen Ansätze aus Psychologie, Soziologie, Neurowissenschaft und Pädagogik nicht gegeneinander auszuspielen, sondern sie in ein Ergänzungsverhältnis zu bringen. Zur übergreifen Orientierung konstruiert er das von ihm so genannte „metatheoretische“ Modell der produktiven Realitätsverarbeitung.
Die zentrale Aussage des Beitrags lautete: „Was hier proklamiert wird, ist also ein Modell der dialektischen Beziehungen zwischen Subjekt und gesellschaftlich vermittelter Realität, eines interdependenten Zusammenhangs von individueller und gesellschaftlicher Veränderung und Entwicklung. Dieses Modell stellt das menschliche Subjekt in einen sozialen und ökologischen Kontext, der subjektiv aufgenommen und verarbeitet wird, der in diesem Sinne also auf das Subjekt einwirkt, aber zugleich immer auch durch das Individuum beeinflusst, verändert und gestaltet wird“.
In dem Buch Einführung in die Sozialisationstheorie wird dieser Ansatz aufgenommen und Sozialisation als ein Prozess bezeichnet, „in dessen Verlauf sich der mit einer biologischen Ausstattung versehene menschliche Organismus zu einer sozial handlungsfähigen Persönlichkeit bildet, die sich über den Lebenslauf hinweg in Auseinandersetzung mit den Lebensbedingungen weiterentwickelt“. Aus der psychologischen Tradition werden dafür Ansätze der Lerntheorie, der psychoanalytischen und der ökologischen Theorie herangezogen, um die lebenslange Verarbeitung und Auseinandersetzung mit körperlichen und psychischen Grundmerkmalen zu analysieren, die für den Menschen die innere Realität bilden. Aus der soziologischen Tradition werden System-, Handlungs- und Gesellschaftstheorien herangezogen, um die lebenslange Verarbeitung und Auseinandersetzung mit der sozialen und physikalischen Umwelt zu analysieren, die für den Menschen die äußere Realität bilden. Außerdem wird das Konzept der Entwicklungsaufgaben genutzt, um die jeweils lebensphasenspezifischen Ausprägungen dieser Verarbeitung zu identifizieren.

## Weiterentwicklung und Anwendung des Modells in der Praxis
Das MpR ist in den letzten Jahren nicht nur von Klaus Hurrelmann, sondern auch von anderen Fachwissenschafterinnen und Fachwissenschaftlern (wie zum Beispiel seinen früheren Mitarbeitern Ullrich Bauer, Matthias Richter und Gudrun Quenzel) ständig weiterentwickelt worden. Es hat Eingang in wissenschaftliche Lehrbücher an Universitäten, Fachhochschulen und Pädagogische Hochschulen gefunden. Es ist in Schulbüchern ausführlich erläutert und spielt in vielen Unterrichtsfächern der Gymnasialen Oberstufen verschiedener Schulformen eine wichtige Rolle. Vor allem in Nordrhein-Westfalen war es häufig in den Prüfungsfragen für das Abitur vertreten.
Inzwischen gibt es auf YouTube, Instagram und anderen digitalen Plattformen Hunderte von Ausarbeitungen des MpR. Sie werden von Schülerinnen und Schülern, Lehrkräften, und professionell tätigen Videoproduzenten entwickelt.